# 壁宿增十
飛馬座86，又名BD+12 5063，HD 87、SAO 91701、HR 4，是飛馬座的一颗恒星，视星等为5.51，位于銀經106.19，銀緯-47.98，其B1900.0坐标为赤經0h 0m 33.8s，赤緯+12° -47.98′ 23″。